# Sângerare terapeutică

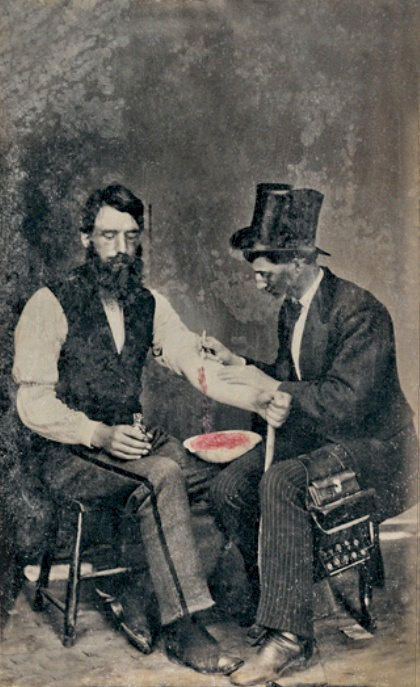
Una din puținele fotografii din secolul XIX care imortalizează o asemenea manevră (1860)

Sângerarea terapeutică sau lăsarea de sânge (popular) a fost o terapie frecventă și larg răspândită până la sfârșitul secolului al XIX-lea, bazată pe concepte antice. Deși putea avea în anumite cazuri și efecte benefice, folosirea era per ansamblu o practică dăunătoare bolnavului. 
Astăzi manevra de sângerare – numită și flebotomie – este folosită în medicina convențională doar în cazuri selectate, ca tehnică adjuvantă într-un număr mic de afecțiuni[A]. Balanța dintre efectul advers al scăderii capacității de transport a oxigenului și potențialului efect pozitiv trebuie atent echilibrată, manevra justificându-se – în principal – doar în policitemiile severe asociate cu sindrom de hipervâscozitate sau în unele boli genetice asociate cu supraîncărcarea cu fier.
Practica respectivă în calitate de măsură terapeutică, în pofida efectului său dovedit negativ, mai este totuși utilizată în diferite forme de medicina alternativă.[B]